# The Slip
The Slip (у пер. з англ. Ковзання) — сьомий студійний альбом американського індастріал-гурту Nine Inch Nails, що вийшов 22 липня 2008 року. The Slip — четвертий поспіль альбом Nine Inch Nails, спродюсований лідером гурту Трентом Резнором спільно зі студійними співробітниками Аттікусом Россом та Аланом Молдером. Альбом поширювався безкоштовно за ліцензією Creative Commons Attribution Non-Commercial Share Alike. На офіційному сайті Nine Inch Nails від Трента Резнора було залишено наступне повідомлення: «Дякую вам за вашу багаторічну незмінну та віддану підтримку — цей [альбом] за мій рахунок». Без будь-якої реклами, з 5 травня 2008 року The Slip був доступний для безкоштовного завантаження з інтернету, після чого в липні і серпні відбувся реліз на платних фізичних носіях.
The Slip спочатку планувався як EP, однак потім виріс до повноцінного альбому. The Slip був записаний протягом трьох тижнів. Резнор вирішив випустити лише один сингл — «Discipline», мастеринг якого був проведений менш ніж за 24 години до першого ефіру на радіо. Реакція критиків на альбом була здебільшого позитивна, а незвичайний метод розповсюдження альбому приніс альбому багато позитивних оцінок та оглядів. Також The Slip досяг 13-го рядка в чарті Billboard 200. Деякі критики відзначили, що музика на альбомі є сумішшю з попередніх музичних напрямків та стилів гурту; тоді як інші побачили в текстах композицій альбому тематику відходу від звукозаписних компаній та здобуту свободу незалежного артиста.

## Підґрунтя та запис
У 2007 році фронтмен Nine Inch Nails Трент Резнор оголосив, що гурт виконав всі умови контракту з лейблом Interscope Records і з цього часу буде розвиватися незалежно від звукозаписних компаній. Також Резнор сказав що, ймовірно буде розповсюджувати студійний матеріал самостійно. У березні 2008 року на незалежному лейблі Трента Резнора, The Null Corporation, Nine Inch Nails випускають інструментальний альбом Ghosts I–IV. Через місяць після релізу Ghosts I-IV, Резнор знову повертається в студію, щоб почати роботу над новим матеріалом. Восьмий студійний альбом був записаний в перебігу трьох тижнів та спродюсований Трентом Резнором, Аттікусом Россом та Аланом Молдером. Мікшуванням альбому займався Алан Молдер.
Спочатку The Slip розглядався як міні-альбом, але за словами Резнора він сам поступово став «розростатися і гілкуватися». Інструментальні партії на альбомі були виконані концертними учасниками Nine Inch Nails Джошом Фрізом, Робіном Фінком та Алессандро Кортіні, хоча вони не брали участь безпосередньо в написанні пісень. Як радіо-сингл вийшла лише композиція «Discipline», мастеринг якої було проведено менш ніж за 24 години до першого ефіру на радіо. За словами Резнора, трек-лист та тексти пісень були закінчені в середу, процес мікшування та секвенування альбому пройшов в четвер, мастеринг був проведений в п'ятницю, оформлення було закінчено в суботу, а цифровий реліз альбому відбувся в неділю 5 травня 2008 року. Трент Резнор сказав, що робота над альбомом була закінчена так швидко, тому що не було ніякого тиску з боку мейджор-лейблу і будь-якої бюрократичної суєти, яка б гальмувала запис та реліз платівки.

## Музика та лірика

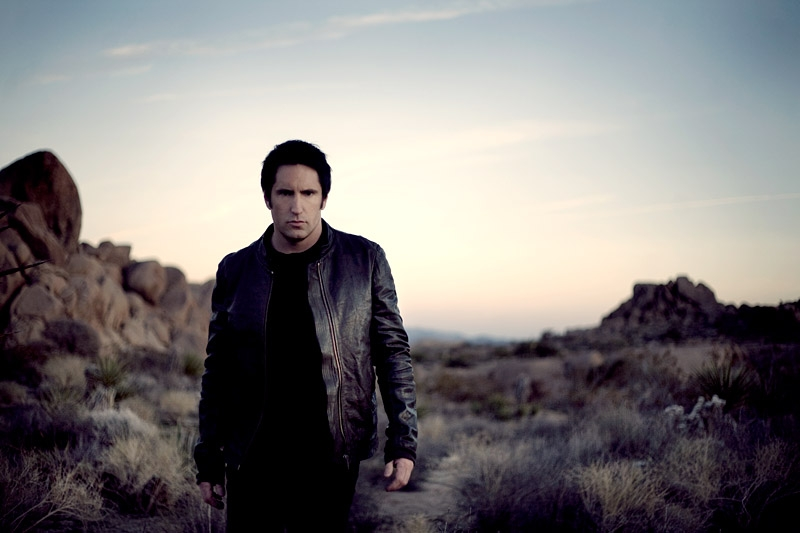
Трент Резнор на промо-фото для The Slip

Багато критиків відзначили, що звучання The Slip має відсилання до музичних напрямків, в яких були виконані попередні альбоми Nine Inch Nails. Журналіст щотижневої газети Cleveland Free Times Анастасія Пантсіос сказала, що «The Slip буквально підсумовує два десятиліття кар'єри Трента Резнора» і, що «альбом грубуватий, але навіває неповторністю Pretty Hate Machine та The Downward Spiral, і атмосферністю The Fragile». Джон Парелес із The New York Times у своїй рецензії написав, що «музика Nine Inch Nails оживає, після топтання на місці», а Майк Шиллер з PopMatters відзначив незвичайне звучання пісні «Demon Seed», яка має структуру схожу з композиціями з попереднього інструментального альбому Ghosts I-IV.
Ед Томсон з IGN простежив в треках «Discipline» та «Echoplex» вплив гуртів Depeche Mode, Bauhaus, і Siouxsie and the Banshees. Річард Кромелін з газети Los Angeles Times назвав The Slip «більш похмурим, але менш захопливим, ніж останні два студійних альбоми NIN», проте пізніше додав, що «Резнор зміг поєднати різкі звуки індастріал-року […] з короткими панк-вставками, доносячи свій наполегливий, іноді клаустрофобний звук, щоб показати своє самовідчуження».
З точки зору лірики, Ерік Харві з Pitchfork Media помітив деяку схожість треку «Discipline» з однією з ранніх композицій Nine Inch Nails «Head Like a Hole», сказавши, що «лірика [«Discipline»] схожа на старі пісні та тепер як вільний артист [Резнор] намагається відновити свою популярність. [ … ] «Discipline» показує прагнення Резнора поставити себе в якісь рамки». Оглядач Том Брейхан з The Village Voice побачив в альбомі тематику відходу від звукозаписних компаній та сказав: «The Slip показує розрив Резнора з корпоративною машиною… ».
Коментуючи альбом, сам Трент Резнор говорить, що альбом викликає «дивне відчуття, ніби дивишся на те, що є за межами [себе] і те як ти старієш». Він також схарактеризував The Slip «швидше як ескіз, ніж повноцінна робота». Крім того, Резнор сказав, що порівняно з роботою над попередніми альбомами, при записі The Slip він більше покладався на «рефлекси».

## Художнє оформлення
Обов'язки артдиректора виконував Роб Шерідан, який також займався оформленням попередніх альбомів Nine Inch Nails Ghosts I–IV (2008), Year Zero (2007) та With Teeth (2005). Завантажувана версія The Slip мала PDF-файл, що містить різні коментарі та обкладинку альбому. Також, як і в Ghosts I-IV, кожний трек The Slip супроводжується його власним графічним зображенням, кожне з яких є, головним чином, геометричним візерунком на сірому фоні.

## Реліз альбому

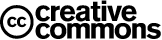
Вихід The Slip відбувся під ліцензією Creative Commons.

21 квітня 2008 року Трент Резнор на офіційному вебсайті Nine Inch Nails розмістив повідомлення: «2 тижні!». Аналогічну тактику Резнор використовував і для релізу попереднього альбому Ghosts I–IV, щоб викликати інтерес у фанатів гурту. 22 квітня Nine Inch Nails випускають радіо-сингл «Discipline», який також був доступний для вільного завантаження з офіційного сайту гурту. Пісня посіла шосте місце в чарті Alternative Songs. Пізніше інша композиція «Echoplex» вийшла для безкоштовного завантаження з iLike. 5 травня 2008 року на офіційному сайті Nine Inch Nails було розміщене пряме посилання на безкоштовне скачування альбому The Slip в форматі MP3. Також від Трента Резнора з'явилося повідомлення: «Дякую вам за вашу багаторічну незмінну та віддану підтримку — цей за мій рахунок». З використанням ID3-тегів в кожний трек були впроваджені тексти пісень, для можливості їх огляду в медіа-плеєрах.
Як і попередній студійний альбом Nine Inch Nails Ghosts I-IV, The Slip вийшов під ліцензією Creative Commons Attribution Non-Commercial Share Alike, що дозволяє будь-якій людині використовувати або переробити матеріал для будь некомерційної мети. На вебсайті Nine Inch Nails з'явилося повідомлення: «Ми закликаємо вас створювати ремікси на пісні, ділиться ними з друзями, розміщати їх в своєму блозі, відтворювати у вашому подкасті, давати їх незнайомим людям тощо». Також на сайті з'явилися аудіо-фрагменти композицій альбомів Ghosts I-IV і Year Zero, для створення реміксів. Резнор також планував розмістити на вебсайті спеціальне програмне забезпечення для розповсюдження Ghosts I-IV та The Slip.
Фізичний реліз альбому відбувся 21 липня 2008 року в Європі та 22 липня в США і Канаді; на відміну від цифрового релізу, фізична версія The Slip була платною. Видання містило компакт-диск з самим альбомом, 24-сторінковий буклет, упаковку наклейок і DVD з відеозаписом репетицій пісень «1,000,000», «Letting You», «Discipline», «Echoplex» і «Head Down». Три з цих відео були показані на Pitchfork Media до виходу альбому на CD/DVD. Фізичний реліз альбому був обмежений до 250,000 екземплярів, однак в грудні 2011 року The Slip, як і раніше був у продажу. Реліз на вініловій платівці відбувся 12 серпня в США і Канаді і 18 серпня в Європі. Видання на платівці не обмежена.

### Тур «Lights in the Sky»

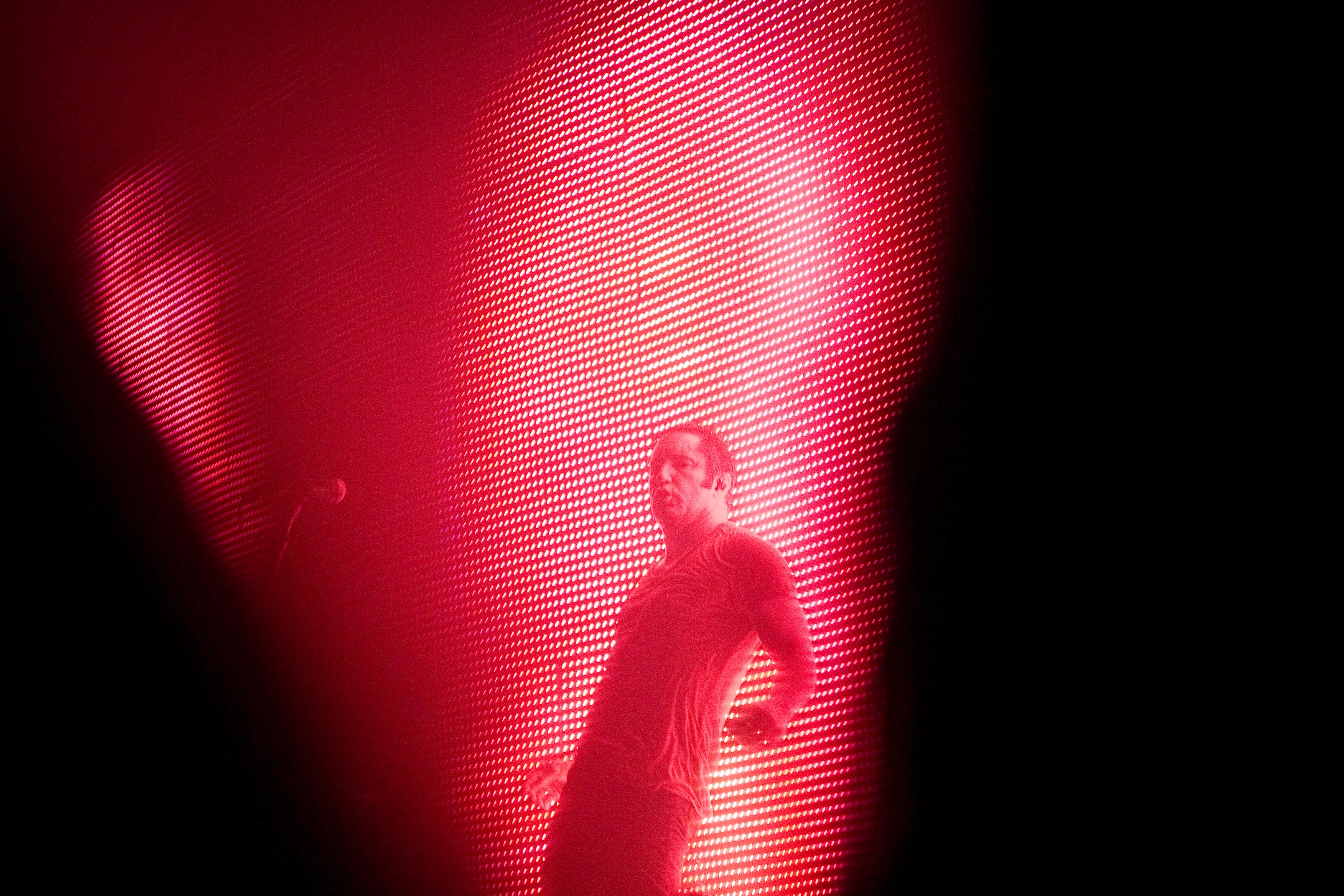
Трент Резнор під час концерту в Вікторії

У момент виходу Ghosts I-IV, було оголошено про те, що гурт планує провести концертний тур «Lights in the Sky» по містах Північної Америки. У концертний склад Nine Inch Nails ввійшли Алессандро Кортіні, Робін Фінк та Джош Фріз. 4 квітня 2008 року стало відомо, що до Nine Inch Nails приєднається Річ Фаунс, однак його місце зайняв бас-гітарист Джастін Мелдал-Джонсен. У травні 2008 року гурт оголосив, що квитки на преміум-місця на майбутні концерти будуть доступні для продажу користувачам, які зареєструвалися на офіційному сайті Nine Inch Nails. З метою боротьби зі спекулянтами квитки на кожному концерті оформлялися на юридичне ім'я покупця.
Під час туру «Lights in the Sky» виконувався матеріал і з альбому Ghosts I-IV, як окрема секція інструментальних композицій в середині концерту. На концертах «Lights in the Sky» використовувалася багато візуальних ефектів: під час виступів на сцені знаходився великий LED-екран, на якому показувалися різні ефекти, наприклад дощ або панорама зруйнованого міста. Nine Inch Nails планували провести концерти в Південній Америці, проте незабаром Трент Резнор оголосив про те, що гурт продовжує гастрольний тур по Північній Америці. Крім того гурт виступив на фестивалях Lollapalooza, Virgin Festival та Pemberton Festival.
Гурт планував зняти 3D-концерт, під керівництвом режисера Джеймса Кемерона. Однак через розбіжності Резнора з лейблом Interscope Records, проєкт був скасований. Щоб не розчаровувати фанатів, в грудні 2008 року Nine Inch Nails організовують знімання концертів в Портленді, Вікторії та Сакраменто. Реліз відео-концерту під назвою Another Version of the Truth відбувся 25 грудня 2009 року на DVD, Blu-ray і в BitTorrent.

## Реакція громадськості

### Продажі та позиції в чартах
Через півтора місяці після свого інтернет-релізу, The Slip був завантажений 1,4 мільйона разів з офіційного сайту Nine Inch Nails. До моменту фізичного релізу альбому кількість закачувань виросла до 2-х мільйонів. На фізичних носіях The Slip розійшовся тиражем понад 98,000 екземплярів. У чарті Billboard 200 альбом розмістився на 13-му рядку, а також зайняв провідні позиції в інтернет-чартах. Крім того, альбом зайняв 12-е місце в чарті Канади, 2-е місце в чарті Австралії та 25-е місце в британському чарті. Сингл «Discipline» досяг 6-й і 24-ї позиції в чартах Alternative Songs та Hot Mainstream Rock Tracks відповідно, на основі ротацій на радіостанціях.
Після релізу Ghosts I-IV та The Slip Трент Резнор зізнався, що «не вважає все це приголомшуючим успіхом».

### Думки критиків
Реакція критиків на альбом була в більшості своїй позитивною. На американському вебзібранні Metacritic рейтинг альбому становить 78% на основі 11 рецензій. Сайт IGN дав альбому 8,8 з 10, заявивши, що «The Slip — це дивовижний запис» . Газета The Toronto Star назвала альбом «щирим подарунком» для шанувальників гурту. Ерік Харві з Pitchfork Media дав альбому 7.5 з 10 і написав: «Тут унікальна здатність Резнора з'єднувати бушуючий індустріальний "драндулет" з баладами та інструментальними ембієнт-пасажами проявляється ще краще, ніж те, як це було в The Downward Spiral, і тут це набуває більше уваги та стриманості». Дафна Карр з LA Weekly сказала, що в музичному плані, «це одна з найсміливіших його [Резнора] робіт, нарівні з The Fragile».
Однак були й менш позитивні відгуки. Сел Сінкемані з журналу Slant Magazine, підбиваючи підсумок своїй рецензії, написав, що «деякі пісні на The Slip не особливо динамічні», і описав трек «Lights in the Sky», як «немелодійна, мінімалістична фортепіанна панехіда». Також Мікаель Вуд з Spin розкритикував затягнутість композицій «The Four of Us are Dying» і «Demon Seed».
Як і в випадку з Ghosts I–IV, незвичайний метод розповсюдження The Slip звернув на себе увагу різних інформаційних агентств. Редактор ABC News Майкл Мелоні піддав сумніву той факт, що слухачі будуть платити за фізичну версію альбому. Дейв Леджесс із US News & World Report сказав, що «The Slip здається ще чистішою "грою", ніж те, що зробили Radiohead їхнім новим альбомом In Rainbows». Джоді Розен з журналу Rolling Stone, назвав The Slip «самою радикальною витівкою Резнора», а Ерік Харві з Pitchfork Media позитивно оцінив стратегію релізу альбому, проте пізніше він сказав, що в The Slip «сама музика більше задовольняє, ніж інноваційна маркетингова схема».

### Визнання
Після релізу альбомів Ghosts I-IV та The Slip, Резнор здобув нагороду Webby Awards як артист року. Журнал Rolling Stone дав Тренту Резнору 46-е місце в списку «100 людей, які міняють Америку», роблячи висновок, що він є «самою творчою персоною у всеосяжній пост-CD ері». Крім того, Rolling Stone визначив альбом The Slip на 37-е місце в списку «Найкраще 2008».

## Список композицій
Автор музики і слів Трент Резнор. 
| #   | Назва                      | Переклад              | Тривалість |
| --- | -------------------------- | --------------------- | ---------- |
| 1.  | «999,999»                  |                       | 1:25       |
| 2.  | «1,000,000»                |                       | 3:56       |
| 3.  | «Letting You»              | Дозволити тобі        | 3:49       |
| 4.  | «Discipline»               | Тренування            | 4:19       |
| 5.  | «Echoplex»                 | Ехоплекс              | 4:45       |
| 6.  | «Head Down»                | Вниз головою          | 4:55       |
| 7.  | «Lights in the Sky»        | Вогні в небі          | 3:29       |
| 8.  | «Corona Radiata»           | Корона Радіата        | 7:33       |
| 9.  | «The Four of Us Are Dying» | Четверо з нас помруть | 4:37       |
| 10. | «Demon Seed»               | Диявольське насіння   | 4:59       |

| Вміст DVD-диска | Вміст DVD-диска | Вміст DVD-диска |
| #               | Назва           | Тривалість      |
| --------------- | --------------- | --------------- |
| 1.              | «1,000,000»     | 4:14            |
| 2.              | «Letting You»   | 3:57            |
| 3.              | «Discipline»    | 4:11            |
| 4.              | «Echoplex»      | 4:50            |
| 5.              | «Head Down»     | 4:04            |

## Позиції в чартах
| Чарт (2008)                 | Вища позиція |
| --------------------------- | ------------ |
| The Slip                    |              |
| Billboard 200               | 13           |
| Top Internet Albums         | 13           |
| Австралія                   | 22           |
| Канада                      | 12           |
| Фінляндія                   | 24           |
| Німеччина                   | 33           |
| Норвегія                    | 38           |
| Швейцарія                   | 35           |
| Велика Британія             | 25           |
| «Discipline»                |              |
| Alternative Songs           | 6            |
| Hot Mainstream Rock Tracks  | 24           |
| iLike Libraries: Most Added | 9            |

## Учасники запису
- Трент Резнор — вокал, гітара, клавішні, продюсер, оформлення
- Робін Фінк — гітара
- Алессандро Кортіні — клавішні, гітара
- Джош Фріз — ударні
- Аттікус Росс — продюсер, інженер, програмування
- Алан Молдер — продюсер, інженер, мікшування
- Майкл Туллер — інженер
- Браян Гарднер — мастеринг-інженер
- Стів «Коко» Брендон — настройка студії
- Роб Шерідан — артдиректор

Відео-репетиції (CD/DVD-версія альбому)
- Трент Резнор — вокал, гітара, клавішні
- Робін Фінк — гітара
- Джастін Мелдал-Джонсен — бас-гітара
- Алессандро Кортіні — клавішні, гітара
- Джош Фріз — ударні, драм-машина
- Майкл Енджелос — продюсер
- Роб Шерідан — режисер, монтаж, фотограф
- Блампі — мікшування «Letting You», «Head Down» і «Discipline»
- Кен Ендрюс — мікшування «1,000,000» та «Echoplex» (на Red Swan Studios)
- Марк Демарейс — виробничий менеджер
- Саймон Терлуелл — режисер-постановник, фотограф
- Хілтон Горінг — фотограф
- Ден Бомбеллі — фотограф
- Ітан МакДоналд — фотограф
- Том Бейкер — мастеринг-інженер